# Connie Nielsen
Connie Nielsen, tên đầy đủ là Connie Inge-Lise Nielsen, sinh ngày 3.7.1965, là một nữ diễn viên điện ảnh và nữ diễn viên truyền hình người Đan Mạch.

## Tiểu sử
Nielsen sinh tại thành phố Frederikshavn (miền bắc bán đảo Jutland), Đan Mạch. Mẹ là thư ký của một hãng bảo hiểm, cha là tài xế xe bus.
Năm 10 tuổi Nielsen cùng gia đình chuyển về cư ngụ tại thị trấn nhỏ Elling, cách Frederikkshavn không xa. Năm 15 tuổi Nielsen bắt đầu diễn kịch tại câu lạc bộ thanh thiếu niên địa phương. Năm 18 tuổi, cô sang Paris, Pháp, vừa làm diễn viên vừa làm người mẫu. Mấy năm sau, cô sang Ý học trường kịch nghệ tại Roma và trong các lớp chuyên với Lydia Styx, một giáo viên trường il Piccolo Teatro di Milano tại Milano. Nielsen sống tại Ý nhiều năm, sau đó sang sống tại Hoa Kỳ cho tới nay.

## Đời tư
Trong cuộc tình đầu, Nielsen có một con trai tên Sebastian sinh ngày 2.6.1990. Từ năm 2003, Nielsen sống chung với tay chơi trống Lars Ulrich của ban nhạc Metallica. Họ có một con trai tên Bryce Thadeus Ulrich-Nielsen, sinh ngày 21.5.2007. Trước đó Lars Ulrich cũng đã có hai con riêng là Myles, 10 tuổi và Layne, 7 tuổi. Hiện nay hai vợ chồng cùng 4 người con cư ngụ tại vùng San Francisco.
Nielsen thích nhất ban nhạc The Clash, và là người hâm mộ các đạo diễn điện ảnh Lars von Trier và Thomas Vinterberg của Đan Mạch. Chính Vinterberg đã đạo diễn băng video nhạc của ban Metallica cho bài hát "The Day That Never Comes" của họ.
Nielsen nói thạo 7 ngôn ngữ: tiếng Đan Mạch, tiếng Anh, tiếng Pháp, tiếng Đức, tiếng Ý, tiếng Na Uy và tiếng Thụy Điển .

## Sự nghiệp
Phim đầu tiên của Nielsen là phim của Pháp, Par Où T'es Rentré? On T'a Pas Vu Sortir năm 1984 do Jerry Lewis đạo diễn. Sau đó cô diễn xuất trong mini-series Colletti Bianchi của Ý năm 1988, rồi đóng phim Vacanze di Natale '91 của Ý năm 1991 và phim Le Paradis Absolument của Pháp năm 1993.
Năm 1996 Nielsen sang cư ngụ tại Hoa Kỳ. Năm 1997 cô đóng vai Christabella Andreoli trong phim The Devil's Advocate, đối nghịch với Al Pacino và Keanu Reeves. Bước đột phá nhỏ này dẫn Nielsen tới các vai diễn trong các phim như Permanent Midnight (1998), Rushmore (1998) và Soldier (1998).
Năm 2000, Nielsen được khán giả khắp thế giới biết đến trong vai Lucilla trong phim đoạt giải Oscar Gladiator của Ridley Scott, đối nghịch với các diễn viên Russell Crowe và Joaquin Phoenix. Sau đó Nielsen diễn xuất tiếp trong một số phim nổi tiếng của Mỹ, như Mission to Mars (2000), One Hour Photo (2002), The Hunted (2003) và Basic (2003). Năm 2002, Nielsen cũng diễn xuất trong phim hình sự giật gân Demonlover (2002) của Pháp, do Olivier Assayas đạo diễn.
Năm 2004, Nielsen diễn xuất lần đầu trong phim Đan Mạch Brødre (Brothers) và đoạt giải Bodil cho nữ diễn viên xuất sắc nhất cũng như "giải nữ diễn viên xuất sắc nhất" tại Liên hoan phim quốc tế San Sebastián. Nielsen cũng được đề cử cho giải nữ diễn viên châu Âu xuất sắc nhất của giải Phim châu Âu. Năm 2006, Nielsen diễn xuất trong nhiều tập của loạt phim truyền hình Law & Order: Special Victims Unit trong vai Det. Dani Beck, thay cho nữ diễn viên Mariska Hargitay nghỉ sản phụ.

## Các phim
- Par Où T'es Rentré? On T'a Pas Vu Sortir (1984) - vai Eva
- Colletti bianchi (1988) (mini) TV Series - Marilù
- Vacanze di Natale '91 (1991) - Brunilde/Vanessa
- Voyage (1993) (TV) - Ronnie Freeland
- Paradis absolument, Le (1993) (TV) - Sarah
- The Devil's Advocate (1997) - Christabella Andreoli
- Permanent Midnight (1998) - Dagmar
- Rushmore (1998) - Mrs. Calloway
- Soldier (1998) - Sandra
- Dark Summer (1999) - Megan Denright
- Mission to Mars (2000) - Terri Fisher
- Gladiator (2000) - Lucilla
- One Hour Photo (2002) - Nina Yorkin
- Demonlover (2002) - Diane de Monx
- The Hunted (2003) - Abby Durrell
- Basic (2003) - Osborne
- Brothers (Brødre) (2004) - Sarah
- Return to Sender (còn gọi là Convicted) (2004) - Charlotte Cory
- The Ice Harvest (2005) - Renata
- The Great Raid (2005) - Margaret Utinsky
- The Situation (2007) - Anna Molyneux
- Battle in Seattle (2007) - Jean
- Tonight at Noon (2008) - Laura
- Võ sĩ giác đấu II (2024) - Lucilla

## Truyền hình
- Law & Order: Special Victims Unit (2006) - Det. Dani Beck